# Eric Johana Omondi
Eric Johana Omondi (Nairobi, 18 agosto 1994) è un calciatore keniota, centrocampista dell'UTA Arad.

## Carriera

### Club
In Kenya ha militato nel Mathare United. Durante la permanenza in maglia gialloverde, è stato nominato centrocampista dell'anno della Kenyan Premier League del 2015.
Dopo aver fatto un provino con gli svedesi dell'AIK, il centrocampista keniota si è legato al Vasalund, una squadra minore dell'area di Stoccolma, militante nella terza serie nazionale. A fine anno, la squadra è retrocessa in quarta serie.
Omondi ha lasciato così il Vasalund per approdare con un contratto di quattro anni al Brommapojkarna, formazione che si apprestava a partecipare da neopromossa all'Allsvenskan 2018. Omondi è rimasto in rosa anche l'anno successivo, quando la squadra è scesa in Superettan, ma ha lasciato i rossoneri al termine del campionato 2019, conclusosi con un'ulteriore retrocessione, la seconda nel giro di due anni.
Il 3 gennaio 2020, infatti, il giocatore è stato acquistato ufficialmente dallo Jönköpings Södra, altra squadra militante nel campionato di Superettan. Qui ha realizzato 14 reti in 50 partite di campionato.
Scaduto il contratto con gli svedesi, nel gennaio 2022 si è unito ai belgi del Waasland-Beveren, anch'essi militanti nella seconda serie nazionale.

### Nazionale
Ha debuttato nella nazionale keniota il 4 luglio 2015 durante Kenya-Etiopia 0-0, gara valida per le qualificazioni al campionato delle Nazioni Africane 2016. Il primo gol per il Kenya lo ha segnato il 5 giugno 2016, rete che ha determinato la vittoria sul Congo (2-1).